# Contesa del secchio
 (décembre 2019).
Si vous disposez d'ouvrages ou d'articles de référence ou si vous connaissez des sites web de qualité traitant du thème abordé ici, merci de compléter l'article en donnant les références utiles à sa vérifiabilité et en les liant à la section « Notes et références ».
Contesa del Secchio (traduction littérale en français : « La Dispute du seau ») est une reconstitution historique qui a lieu depuis  1953 au mois d' août à Sant'Elpidio a Mare dans la région des Marches. 

## Histoire
La légende raconte qu'à la fin du Moyen Âge, Sant'Elpidio a Mare souffrait d'une pénurie d'eau. Pour éviter les querelles et bagarres quotidiennes des femmes au puits situé sur la place principale il a été mis en place un jeu auquel participaient les quatre quartiers de la ville (les quartiers de San Giovanni, de Sant'Elpidio, de Santa Maria et de San Martino). Chaque district alignait une équipe de six joueurs (plus deux réserves) composée des plus jeunes et des plus athlétiques habitants des quartiers (contradaioli), capables de résister aux coups de l'adversaire et de hisser leur drapeau plus haut que les autres. Le district qui remportait l'épreuve s'adjugeait le droit de puiser l'eau de la ville en premier et les districts vaincus bénéficiaient de l'utilisation du puits en fonction de leur classement.

## La parade et le jeu

### La parade
La phase principale de l'événement a lieu à partir de 1953, le deuxième dimanche du mois d'août. L'événement se déroule en plusieurs phases. En premier l' Investiture des Prieurs et l' Investiture du Capitaine du Peuple (personnage qui agit comme arbitre sur le terrain de jeu) est probablement la plus captivante. Les figurants sont habillés en costumes d'époque parfois inspirés d'enluminures et fresques médiévales. Ils défilent depuis la place principale, traversant en procession la ville jusqu'au terrain du tournoi. Ce dernier représente le point culminant de l'événement. 
Le défilé est composé de plus de 800 personnages représentant la noblesse, la classe paysanne, militaire et politique du peuple ainsi que les équipes participantes à l'épreuve. Chaque détail de la procession est organisé méticuleusement allant de ses coiffures des dames à la mise en scène de la vie de la ville selon les coutumes médiévales. 

### Le jeu
Le « jeu du puits  » (en dialecte local Lu joku de lu pozzu ) se déroule dans le champ de jeu de la ville  crée à cet effet. Il est organisé en tournoi toutes rondes, chaque « Contrada  » (quartier) défiant successivement les autres. L'ordre des rencontres est tiré au sort quelques minutes avant le début de chaque match qui a une durée de dix minutes au cours de laquelle chaque équipe doit centre le puits avec le ballon, après avoir effectué au moins trois passes, tout en gênant le jeu de l'adversaire. À la fin du temps prévu, les points sont additionnés et attribués. Cinq points pour chaque balle entrée dans le puits et moins un point pour chaque pénalité (le ballon touche mais ne rentre pas dans le puits). À la fin de toutes les rencontres, l'équipe ayant marqué le plus de points a l'honneur de défiler en tête du cortège qui retourne vers la place de la ville où le Secchio, un seau en cuivre ciselé sur lequel est apposée une plaque d'or par le quartier ayant gagné l’année précédente est offert à l'équipe gagnante.

## Les quatre quartiers

### Contrada San Giovanni
La Contrada tire son nom de l'église du monastère bénédictin dédiée à San Giovanni qui existait autrefois à l'entrée de l'actuelle via del Cunicchio . Le quartier mène à Porta Romana, l'ancienne Porta del Girone. Le « Girone  » constitue le noyau le plus ancien 'de San Giovanni « encastré », entre les restes du premier bâtiment public situé à l'entrée de la Via del Cunicchio. De nombreuses autres constructions du domaine politique, social et religiex sont situées sur le territoire de la Contrada. Le long du Corso Baccio (la rue principale de la ville) se trouve le Palazzo Mallio (XVIIe siècle), le Théâtre Cicconi (construit dans la seconde moitié du XIXe siècle sur un dessin d'Ireneo Aleandri) et le Palazzo Sinibaldi (XVIIe siècle). Le siège de la Contrada, le seul situé à l'extérieur des murs de la ville se trouve dans les salles restantes du palais du cardinal Montalto (neveu de Sixte V) utilisé par la suite comme résidence par le marquis Nannerini de Nannarini  puis comme monastère d'abord par les Oblats salésiens , puis les Bénédictins, du Sacré-Cœur jusqu'à il y a quelques décennies. 

### Contrada San Martino
La Contrada tire son nom de l'église dédiée au Saint Chevalier de Tours, qui existait autrefois le long de la rue principale qui menait de la place principale au Girone. De nombreuses familles nobles de la ville avaient leur palais dans la zone de San Martino; parmi celles-ci, celle des Bertolucci-Godolini, nobles de Fossombrone et de Cingoli, marquises de la Castelletta, liées à Francesco Saverio Castiglioni (Pape Pie VIII). Les palais de ces familles sont presents en ville comme le palais avec villa Bertolucci-Godolino, celui des Errighi, des Sinibaldi-Odoardi, des Fassitelli et celui des Canuti. Le long de Corso Baccio se trouve le complexe de l'ancien couvent des Augustins dont l'église déconsacrée de Sant'Antonio Abate, également connue sous le nom de Sant'Agostino, possède un portail en pierre datant de 1505. En dehors des murs, situé sur une colline face à la ville, se trouve l'ancien couvent des Capucins (seconde moitié du XVIe siècle), dont l'église dédiée à San Giuseppe est encore officiée. Le siège de la Contrada a été réalisé en récupérant certaines salles du couvent des Augustins où sont également conservées les pierres aux armoiries des familles nobles du quartier. 

### Contrada Sant'Elpidio
La Contrada tire son nom de l'église dédiée au saint patron Elpidio. La Contrada occupe la presque totalité de la partie de la ville dans la zone du point panoramique de la Via dei Torrioni d'où l’on peut profiter d'un panorama sur les monts Sibyllins. Il conserve sur son territoire certains des monuments les plus importants de la ville: l' hôtel de ville (construit au XVIIe siècle, peut-être d'après un dessin de Tibaldi, sur le Palazzo dei Priori préexistant et dans lequel est conservé le triptyque Perinsigne Collegiata. de Vittore Crivelli (XVe siècle).  Le siège de la Contrada est situé au sous-sol de l' église santissimo Sacramento . Selon la tradition, cette église était le siège des cultes templiers.  Son emblème représente un  Scorpion noir dans un champ jaune.

### Contrada Santa Maria
La Contrada tire son nom de l'église Santa Maria in Piazza du XIVe siècle, entièrement reconstruite au XVIIIe siècle après avoir été transformée auparavant en église du couvent des mineurs conventuels franciscains. Au début du XIXe siècle, la place a disparu, remplie par la reconstruction de la résidence de l'archevêque de Fermo le cardinal Cesare Brancadoro. Sécularisé à l'occasion de l' unification italienne, le couvent servit de siège aux écoles élémentaires de la ville puis à l'Institut d'État professionnel pour le commerce Tarantelli et comme  siège de la Cassa di Risparmio di Sant'Elpidio a Mare disparue. Santa Maria, partie médiévale de la ville, abrite certains des monuments les plus importants, dont l'une des trois portes, Porta Canale, de forme octogonale, située dans la partie la plus ancienne des murs du château du XIVe siècle et la seule soit encore dans sa structure d'origine. Le Corso Baccio surplombe le complexe de l'ancien oratoire des Philippins : l'église du XVIIIe siècle est ornée de stuc et de faux marbre; la chapelle de l'oratoire est de Valadier; le complexe du couvent est en partie utilisé comme galerie d'art et abrite des peintures et œuvres d'art. D'autres monuments sont la basilique de Latran de Maria SS.ma della Misericordia sur la place, la tour civique (érigée par les chevaliers de Malte au XIIIe siècle) et la Fontana della Pupa (érigée en mémoire de l'inauguration de l’aqueduc de la ville en 1906). Le siège de Contrada a été construit en récupérant les salles souterraines du XIVe siècle et la chapelle de la crypte des Philippins  avec à l'intérieur une partie du chœur en bois du XIXe siècle.

## Articles associés
- Reconstitution historique
- Sant'Elpidio a Mare